# Diapiro
Um diapiro em geologia, é uma intrusão de material rochoso menos denso que a rocha encaixante, um processo conhecido como diapirismo. No caso dos diapiros, perfuram-se os materiais sobrejacentes, enquanto que no caso dos domos (o outro tipo de estrutura halocinética) os materiais ascendem.
Apresentam-se como acidentes geológicos associados ao levantamento e erosão de camadas e à dissolução de sais e gesso.
Em Portugal, uma das mais conhecidas estruturas diapíricas é o diapiro das Caldas da Rainha.